# Martin Gregory
Martin Gregory (10 febbraio 1965) è un ex calciatore maltese, di ruolo attaccante.

## Carriera

### Nazionale
Ha collezionato sessantaquattro presenze con la propria Nazionale. Segnò il suo unico gol contro l'Italia il 19 dicembre 1992, in una partita valida per le Qualificazioni al campionato mondiale di calcio 1994.

## Palmarès

### Club
- Campionato maltese: 2

Sliema Wanderers: 1988-1989, 1995-1996
- Coppa di Malta: 2

Sliema Wanderers: 1989-1990, 1999-2000
- Supercoppa di Malta: 2

Sliema Wanderers: 1996, 2000